# هارون اولسن
هارون اولسن (بالإنجليزية: Aaron Olsen)‏ هو دراج أمريكي، ولد في 11 يناير 1978 في يوجين في الولايات المتحدة.

## وصلات خارجية
- هارون اولسن على موقع أرشيف الدراجات (الإنجليزية)
- هارون اولسن على موقع إحصائيات الدراجات الإحترافية (الإنجليزية)
- هارون اولسن على موقع نسبة الدراجات (الإنجليزية)